# Galerie Brusberg

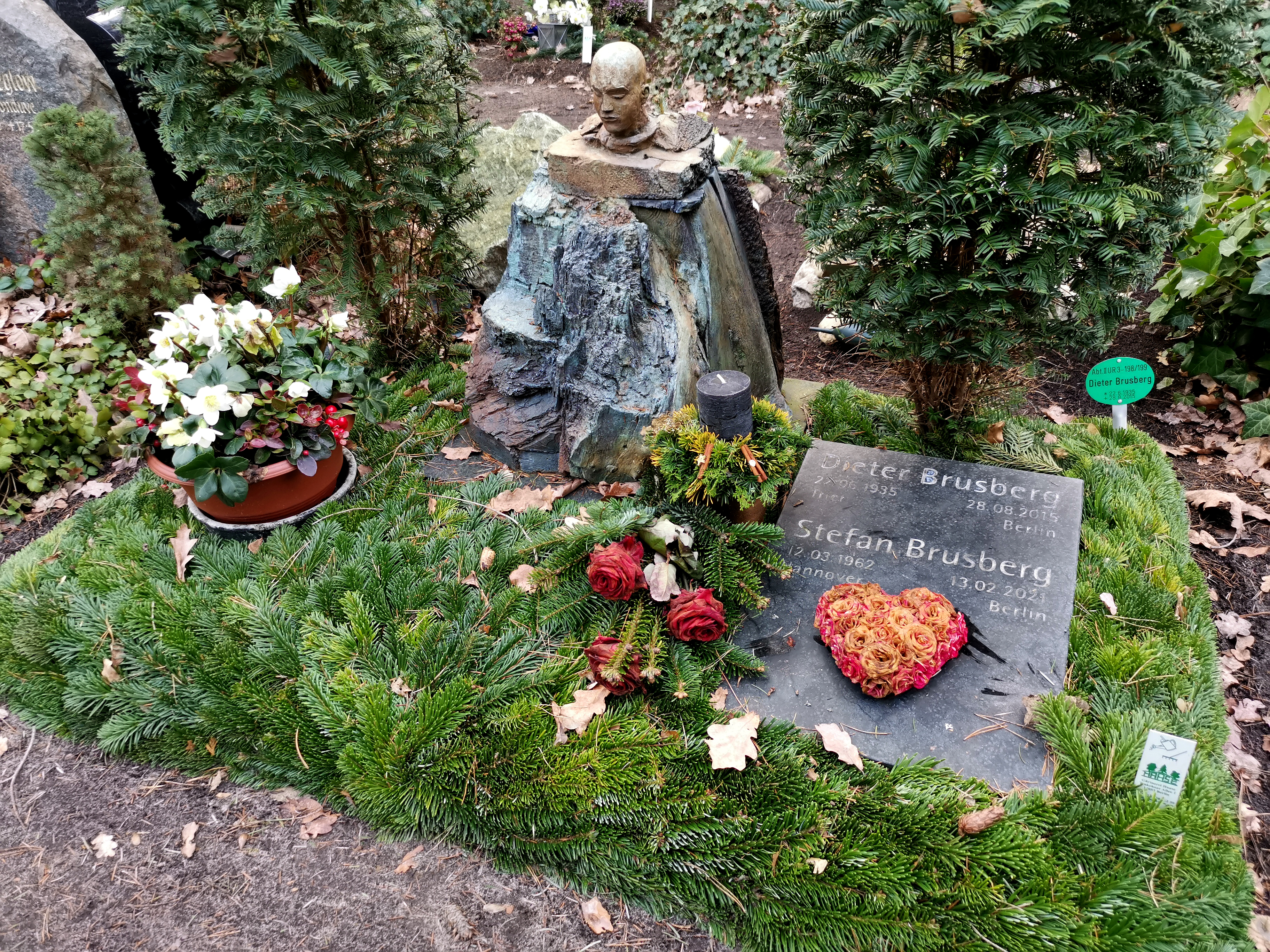
Familiengrab auf dem Friedhof Heerstraße in Berlin-Westend (Grablage: Abt. II UR 3-198/199)

Die Galerie Brusberg ist eine 1958 gegründete Galerie für Klassische Moderne und zeitgenössische Kunst, die seit 1982 in Berlin-Charlottenburg beheimatet ist.

## Geschichte
Dieter Brusberg (1935–2015) gründete die Galerie 1958 in Hannover. Dabei war die Bauhaus-Idee einer Symbiose von freier und angewandter Kunst der Ausgangspunkt. 1982 eröffnete er in Berlin in einem repräsentativen Altbau am Kurfürstendamm 213 eine zweite Galerie. 1985 schloss er die hannoversche Galerie und mietete in den von Peter Behrens für die AEG gebauten Räumen in Berlin-Gesundbrunnen zusätzliche Lagerräume an, in denen auch gelegentlich Präsentationen stattfanden.
Seit der Gründung bestimmen Klassische Moderne, Kunstwerke außereuropäischer Kulturen, figurative Kunst der Gegenwart, insbesondere Surrealismus und Dada, sowie Vintage-Design des 20. Jahrhunderts das Programm der Galerie: Werke von Horst Antes, Hans Arp, Fernando Botero, Paul Delvaux, Max Ernst, Werner Heldt, Konrad Klapheck, Henri Laurens, René Magritte, Ernst Marow, Wolfgang Oppermann, Walter Stöhrer, Rolf Szymanski und Tom Wesselmann bildeten den Schwerpunkt. Seit Mitte der 1960er Jahre wurde auch die ostdeutsche Nachkriegskunst mit Werken von Gerhard Altenbourg, Hubertus Giebe, Bernhard Heisig, Werner Liebmann, Wolfgang Mattheuer, Harald Metzkes, Werner Tübke und Berndt Wilde umfangreich vertreten.
Brusberg betreibt seit Jahren eine eigene Edition und verlegt Bücher, Werkverzeichnisse und zwei Katalogreihen: die Brusberg Dokumente und die Kabinettdrucke. In der Edition sind umfangreiche Bücher und Kassetten mit Originalgraphik der von ihr vertretenen Künstler erschienen.
Die Galerie nahm regelmäßig am „Kölner Kunstmarkt“ (heute Art Cologne), an dessen Gründung Brusberg 1966 beteiligt war, der Art Basel und der TEFAF in Maastricht teil.
Zum 1. Januar 2011 schloss die Galerie nach den Räumen in der Beletage auch die Hofgalerie im Gebäude Kurfürstendamm 213 und zog in das Privathaus und in ein Schaulager mit Ausstellungsmöglichkeiten im Berliner Westend. Mit dem Umzug in die Wunderkammer in der Friedbergstraße 29 in Berlin-Charlottenburg kehrte die Galerie Brusberg unter Leitung von Felix Brusberg zu den anfänglichen Bestrebungen ihrer Tätigkeit zurück. Im Jahr 2023 nahm dieser die Schriftenreihe Brusberg Dokumente nach 20 Jahren mit dem Band Nr. 41 über das Werk des Künstlers Christoph Bouet wieder auf.